# Wolfgang Zill
Wolfgang Zill (* 5. Mai 1941 in Leipzig; † 15. Januar 1969 in Schnackenburg) war ein Todesopfer an der innerdeutschen Grenze.

## Leben
Zill studierte nach dem Oberschulabschluss von 1959 bis 1964 an der Technischen Hochschule in Dresden.
Der in Leipzig lebende Ingenieur durchschwamm die Elbe, um in die Bundesrepublik zu gelangen. Bewusstlos vor Erschöpfung und Unterkühlung, wurde er am westlichen Ufer auf dem Gebiet der Bundesrepublik durch Beamte des Grenzzolldienstes entdeckt. Er starb 20 Minuten später, auch der herbeigerufene Notarzt konnte nicht mehr helfen.

## Gedenken
Im Gedenken an Zill und die weiteren Grenzopfer im Landkreis Lüchow-Dannenberg wurde am Grenzlandmuseum in Schnackenburg eine Gedenktafel angebracht.
Durch Ratsbeschluss vom Juli 2000 benannte seine Heimatstadt Leipzig nach ihm mit Wirkung vom 1. Mai 2001 die Joseph-Zettler-Straße im Ortsteil Gohlis-Nord in Zillstraße um.